# Bitwa pod Tali-Ihantala
Bitwa pod Tali-Ihantala – bitwa stoczona w trakcie wojny kontynuacyjnej pomiędzy Finlandią a Związkiem Radzieckim w dniach od 25 czerwca do 9 lipca 1944 roku w pobliżu wiosek Tali oraz Ihantala na Przesmyku Karelskim. Była ona największą bitwą w historii państw nordyckich.
Po przegranej bitwie pod Tienhaara, wojska radzieckie pod wodzą marszałka Leonida Goworowa skupiły się w większości w rejonie Juustila-Ihantala, skąd przeprowadziły atak na pozycje fińskie. Po raz pierwszy w trakcie trwania ofensywy Sowietom nie udało się uzyskać znaczących zdobyczy, natomiast obrońcy zdołali zwyciężyć w starciu mimo dużej przewagi liczebnej sił radzieckich.

## Tło
Po początkowej ofensywie wojsk fińskich w 1941 roku, front został ustabilizowany tak, aby prowadzono wojnę okopową przy bardzo małej aktywności po obu stronach. Kiedy oblężenie Leningradu zostało zniesione w styczniu 1944 roku, kierownictwo Najwyższego Naczelnego Dowództwa otrzymało rozkaz zaplanowania ofensywy przeciwko Finlandii, aby wyeliminować ją z wojny. Atak na pozycje fińskie rozpoczął się 9 czerwca 1944 roku ze strony Przesmyku Karelskiego. Przeprowadziły go trzy armie sowieckie, w tym kilka formacji gwardyjskich.
Ofensywa radziecka przełamała linię obrony w Valkeasaari 10 czerwca, a siły fińskie wycofały się na pozycje pomiędzy miejscowościami Vammelsuu i Taipale (linia VT). Siły sowieckie przeprowadzały zmasowany ostrzał artyleryjski, bombardowania oraz ataki sił pancernych. Linia VT została przełamana w Sahakylä i Kuuterselkä 14 czerwca, a po nieudanym kontrataku Finów, obrońcy musieli wycofać się na pozycje pomiędzy Viipuri, Kuparsaari oraz Taipale (linia VKT). Opuszczenie linii VT oznaczało trwające tydzień przegrupowanie i opóźnianie starć z armią radziecką, która 20 czerwca zajęła Viipuri po krótkiej bitwie. Pomimo znaczących postępów Armii Czerwonej w ciągu dziesięciu dni ofensywy, nie udało się rozbić fińskiego wojska, które wciąż stawiało opór większym siłom.
Marszałek Carl Gustaf Mannerheim, głównodowodzący fińskich sił, 12 czerwca poprosił o pomoc militarną III Rzeszę. Kilka dni później do Finlandii przybył Dywizjon Lotniczy Kuhlmey, 303 Brygada Dział Szturmowych i 122 Dywizja Piechoty. Później Niemcy wysyłali jedynie zaopatrzenie, z czego najważniejszą rolę odegrały wyrzutnie przeciwpancerne Panzerfaust.
21 czerwca, z rozkazu Najwyższego Naczelnego Dowództwa, wydano polecenie przełamania linii obrony i natarcia w kierunku Jeziora Saimaa.
Tego samego dnia rząd fiński wysunął pytanie dotyczące zawarcia pokoju ze Związkiem Radzieckim i potencjalnych warunkach jego podpisania. Odpowiedź ze strony sowieckiej przyszła dwa dni później, w której zawarto żądanie podpisania oświadczenia, w którym Finlandia jest gotowa poddania się i zawarcia pokoju, lecz strona fińska odrzuciła propozycję.
Niemiecki minister spraw zagranicznych Joachim von Ribbentrop 22 czerwca zażądał gwarancji, że Finlandia będzie walczyć do końca, co miało być warunkiem dalszego wsparcia wojskowego Niemiec, do czego prezydent Risto Ryti udzielił osobistego zobowiązania.

## Przebieg bitwy
Walki rozpoczęły się już 20 czerwca, kiedy fińska 18 Dywizja (6 i 48 Pułk Piechoty i 28 Samodzielny Batalion) i 3 Brygada (4 bataliony) i 3 Batalion 13 Pułku (szwedzkojęzyczny) starły się z sowieckimi 97 i 109 Korpusem oraz 152 Brygadą Pancerną. Obrońcy szczególnie mocno ucierpieli na skutek ataków artyleryjskich i powietrznych, ale zdołali stworzyć silną obronę, która zatrzymała sowieckie natarcie na tyle długo, że fińskie posiłki przyłączyły się do bitwy.

### 25-26 czerwca
25 czerwca o godzinie 06:30 rozpoczęło się bombardowanie ciężkiej artylerii i atak z powietrza ze strony radzieckiej, po czym o 07:30 nastąpiła wielka sowiecka ofensywa z wioski Tali. Celem Sowietów było dotarcie do linii Imatra-Lappeenranta-Suurpäälä przed 28 czerwca.
Armia radziecka próbowała przebić się po obu stronach jeziora Leitimojärvi. Atak po wschodniej stronie jeziora został zatrzymany po trzech kilometrach przez fińską 4 Dywizję. Po zachodniej stronie sowiecka 45 Gwardyjska Dywizja i 109 Korpus utknęły w pozycjach obronnych wokół wzgórz Konkkalanvuoret bronionych przez fiński Pułk JR48. Natomiast radziecki 27 Pułk Pancerny był w stanie przedrzeć się na rozdroże w Portinhoikka.
Sowieci zaatakowali również 178 Dywizją nad Cieśniną Saarela, której bronił 1 Batalion fińskiego Pułku JR6, ale atak został odparty. Tymczasem sowiecki 97 Korpus zaatakował pozycje fińskiej 3 Brygady, ale bez dużych postępów. Na tym etapie sytuacja była bardzo krytyczna dla Finów, których jednostki były zagrożone odcięciem i otoczeniem. To nieuchronnie doprowadziłoby do klęski fińskiego IV Korpusu i utraty linii VKT.
Finowie byli w stanie zorganizować kontratak z rezerwami 18 Dywizji, częściami 17 Dywizji i kilkoma grupami bojowymi z 4 Dywizji. Później tego samego popołudnia fińska dywizja pancerna dołączyła do bitwy i zdołała odepchnąć sowieckich napastników po zachodniej stronie jeziora Leitimojärvi z powrotem do punktu wyjścia. Radziecki 27 Pułk Pancerny został unicestwiony, z wyjątkiem sześciu czołgów przechwyconych przez Finów.

### 27-30 czerwca
Do bitwy włączyły się kolejne jednostki fińskie wraz z niemiecką 303 Brygadą Dział Szturmowych. Jednostki fińskie były w bitwie rozproszone, co utrudniało zorganizowanie skoncentrowanej obrony. Fińskie jednostki zostały zreorganizowane w dwie grupy bojowe, Björkman i Puroma. Sowieci wzmocnili też swoje siły 108 Korpusem Strzeleckim. Na tym etapie siły radzieckie obejmowały co najmniej jedną brygadę pancerną, dwa pułki pancerne i cztery pułki dział szturmowych (około 180 opancerzonych wozów bojowych w pełnej sile).
Finowie próbowali odzyskać inicjatywę atakując cztery dywizje sowieckie (46 Gwardyjska, 63 Gwardyjska, 64 Gwardyjska, 268 Strzelecka) oraz 30 Gwardyjską Brygadę Pancerną, które przebiły się przez wschód od Leitimojärvi, z trzech kierunków, aby zrobić wyłom w pozycjach radzieckich. Grupy bojowe Björkman i Puroma zdołały przejść na odległość jednego kilometra od siebie, ale nie otoczyły sowieckich dywizji, które broniły się wokół miejscowości Talinmylly.
Fiński atak nie powiódł się z powodu silnego oporu Sowietów, którzy stosowali zmasowane ataki ze strony czołgów i artylerii, a także z powodu zerwania komunikacji między kilkoma fińskimi batalionami podczas ataku. Atak dał fińskim obrońcom 72 godziny wytchnienia w czasie, gdy na pole bitwy dotarły świeże fińskie 6 i 11 dywizje. Podczas tych walk odbyło się kilka bitew pancernych.
28 czerwca aktywność lotnicza po obu stronach była wysoka, gdy fińskie bombowce i niemieckie Stuki uderzyły w sowieckie formacje, natomiast radziecka 276 Dywizja Bombowa mocno uderzyła w oddziały fińskie. 28 czerwca fiński dowódca Karl Lennart Oesch wydał rozkaz wycofania się fińskich jednostek z powrotem na linię Vakkila-Ihantalajärvi-Kokkoselkä-Noskuanselkä (nadal w obrębie linii VKT), ale zostały one wciągnięte w nową sowiecką ofensywę. W Ihantala jeden potężny ostrzał 14 batalionów fińskiej artylerii z 18 Dywizji (około 170 dział i haubic) zniszczył lub uszkodził co najmniej 15 sowieckich czołgów.
29 czerwca był najcięższym dniem dla Finów w ciągu całej bitwy, a klęska była bliska, lecz tego samego dnia fińskim siłom udało się odbić pozycje obronne 29 czerwca po bardzo krwawych walkach. 30 czerwca siły fińskie wycofały się z Tali. Najcięższe walki miały miejsce między 1 a 2 lipca, kiedy Finowie tracili około 800 ludzi dziennie.

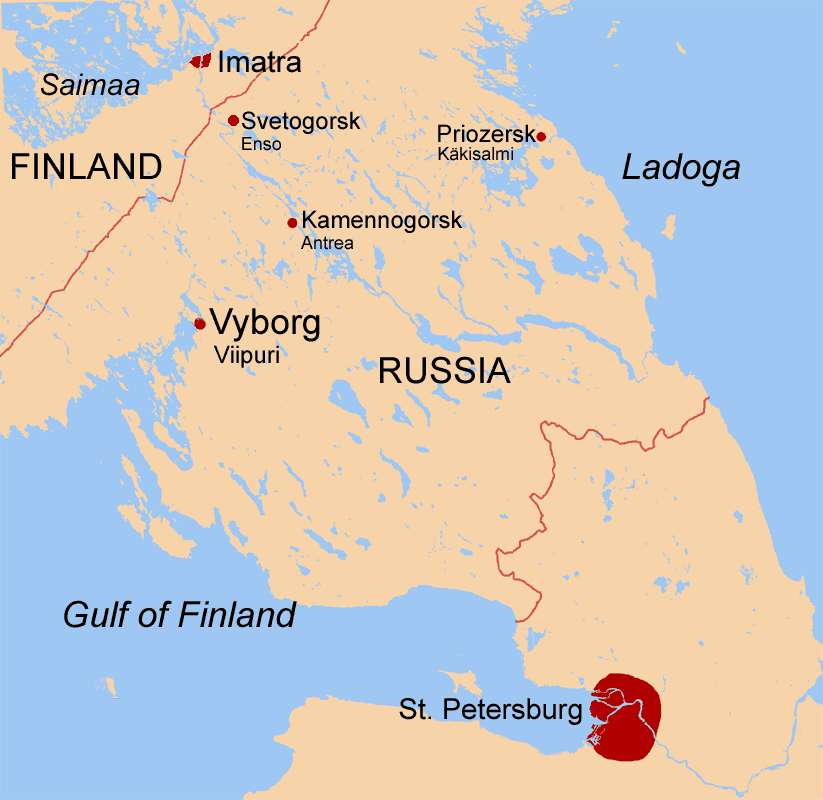
Mapa Przesmyku Karelskiego

### 1-9 lipca
Fińska koncentracja ognia artyleryjskiego była w tym czasie najsilniejsza w wojskowej historii kraju. Oparta była na metodzie korekcji ognia, której autorem był fiński generał artylerii Vilho Petter Nenonen. Umożliwiała łatwą korekcję ognia i szybką zmianę celów. W krytycznym sektorze bitwy w Ihantala, fińscy obrońcy zdołali skoncentrować ogień do tego stopnia, by rozbić nadciągające sowieckie natarcie. Sprytny system kierowania ogniem umożliwił aż 21 bateriom, w sumie około 250 działom, strzelać do tego samego celu jednocześnie. Dowódca nie musiał być świadomy lokalizacji poszczególnych baterii, aby kierować ich ogniem, co umożliwiało szybką koncentrację ognia i zmianę celu. Fińska artyleria wystrzeliła łącznie ponad 122000 pocisków. Taka koncentracja była wówczas uważana za światowy rekord (w rzeczywistości w 8-dniowym okresie Finowie wystrzelili więcej pocisków w Vuosalmi, a biorąc pod uwagę 5-dniowy rekord pocisków artyleryjskich, wystrzelili więcej pocisków w bitwie o Nietjärvi). Te ostrzały zdołały zatrzymać i zniszczyć siły sowieckie, które gromadziły się w miejscach postoju. Trzydzieści razy zniszczone siły sowieckie były większe niż batalion.

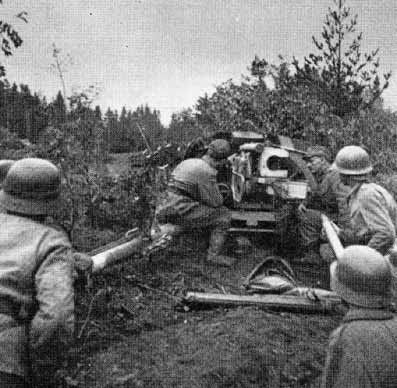
Fińscy żołnierze strzelający z działa 7,5 cm PaK 40

W tym czasie armia fińska skoncentrowała połowę swojej artylerii w okolicy, wraz z jedyną dywizją pancerną z działami szturmowymi StuG III jako główną bronią, oraz niemiecką 303 Brygadą Dział Szturmowych (zniszczyła tylko jeden radziecki opancerzony wóz bojowy). Obrońcy otrzymali także nową niemiecką broń przeciwpancerną, która wcześniej była przechowywana w magazynach. Finowie zrobili też dobry użytek z niemieckiej broni przeciwpancernej Panzerschreck. Z jej pomocą Finowie zniszczyli dużą liczbę radzieckich czołgów - w tym 25 w ciągu jednego popołudniowego starcia. 1 lipca w pobliżu wsi Tähtelä, artyleria polowa 6 Dywizji uszkodziła 4 czołgi, a następnego dnia zniszczyła 5 czołgów w Vakkila, Tähtelä i Ihantala.
2 lipca Finowie przechwycili wiadomość radiową, że 63 Gwardyjska Dywizja Strzelców i 30 Brygada Pancerna zamierzają rozpocząć atak 3 lipca o godzinie 4:00. Następnego ranka, dwie minuty przed rzekomym atakiem, 40 fińskich i 40 niemieckich bombowców zbombardowało wojska sowieckie, a 250 dział wystrzeliło łącznie 4000 pocisków artyleryjskich w miejsce przebywania sił radzieckich. Tego samego dnia, od godziny 6:00, 200 samolotów sowieckich wraz z piechotą zaatakowało wojska fińskie. Do godziny 19:00 wojska fińskie odbiły swoje linie.
6 lipca siły radzieckie odniosły pewien sukces, mimo że fińska 6 Dywizja miała do obrony 18 batalionów artylerii i jedną ciężką baterię. Jednak Sowieci zostali odrzuceni następnego dnia, a ich kontrataki o 13:30 i 19:00 tego dnia nic nie dały. Do 7 lipca centrum sowieckich ataków przeniosło się już w okolice Vuoksi, a Sowieci zaczęli przenosić resztki swoich najlepszych oddziałów na front do Narwy w Estonii, by walczyć z Niemcami i Estończykami. Od 9 lipca wojska sowieckie nie próbowały już przebić się. Niemniej jednak niektóre walki trwały nadal.

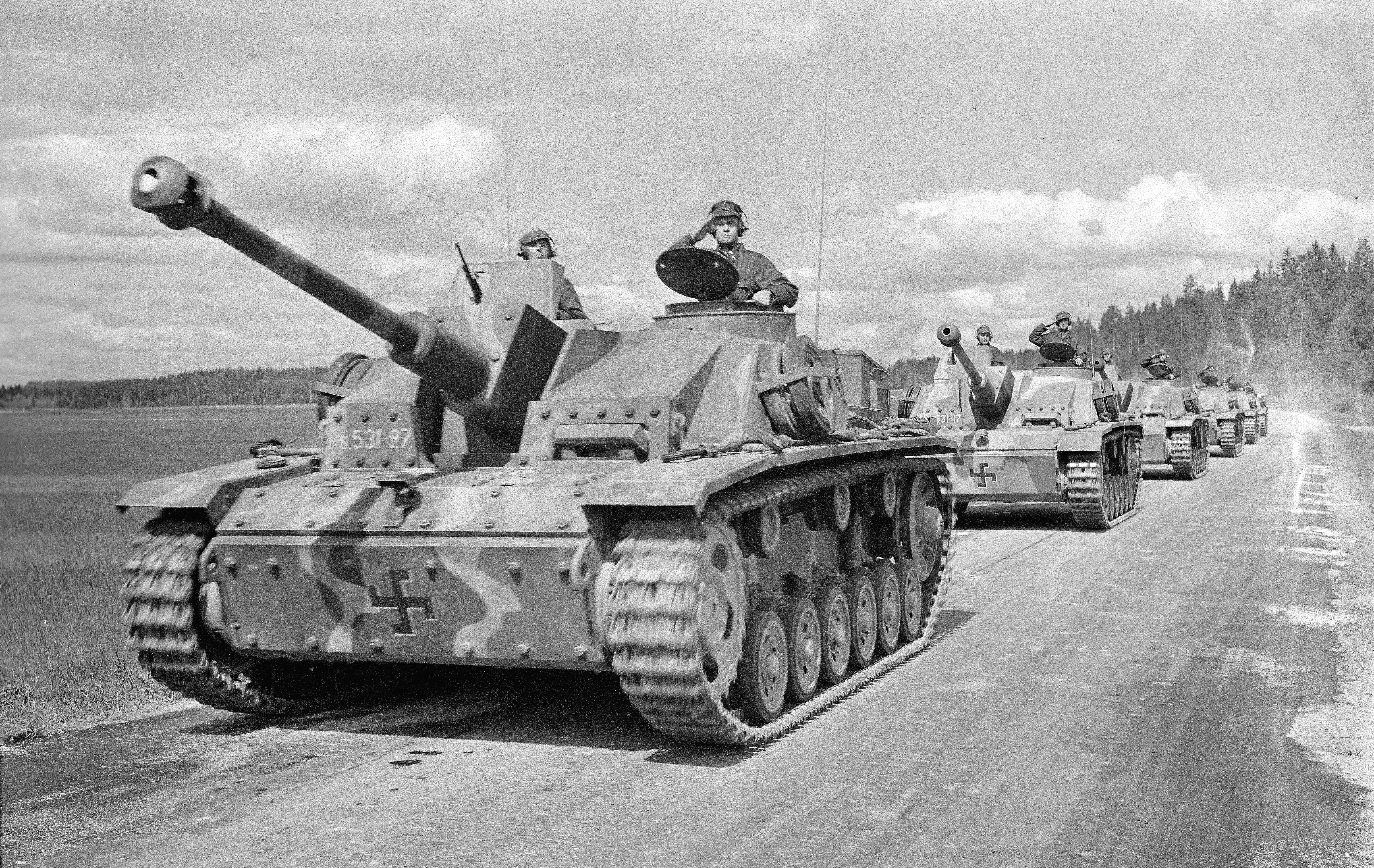
Fiński StuG III Ausf. G

W okresie od 21 czerwca do 7 lipca siły radzieckie były w stanie wystrzelić 144000 pocisków artyleryjskich i 92000 pocisków moździerzowych, zaskakująco blisko liczby wystrzałów fińskiej artylerii. Sugeruje to, że siły radzieckie miały pewne problemy z logistyką. Radziecka artyleria polowa dywizji strzeleckich była również stosunkowo lekka, gdyż 70-75% dział było działami 76 mm, podczas gdy tylko 30% fińskiej artylerii polowej było działami lekkimi. Według sowieckich statystyk, przeciętny wystrzelony pocisk artylerii polowej w 1944 roku wynosił zaledwie 12,5 kg. W Tali-Ihantala, podobnie jak w Vuosalmi i na linii U, Finowie koncentrowali jednominutowy ogień zaporowy, w których średnia masa pocisków wynosiła 20-24 kg.
W okresie od 20 czerwca do 7 lipca fińska artyleria w sektorze 18 Dywizji, 6 Dywizji i 3 Brygady wystrzeliła łącznie 113500 pocisków, w sektorze 4 Dywizji 24600, a w sektorze 3 Dywizji 25150 pocisków. Łącznie wystrzelono 163250 pocisków fińskiej artylerii polowej.
Siły radzieckie otrzymały rozkaz zaprzestania działań ofensywnych i zajęcia pozycji obronnych 10 lipca, gdy Stawka przerzuciła siły na fronty bałtyckie, gdzie Armia Czerwona napotkała zaciekły opór Niemców.

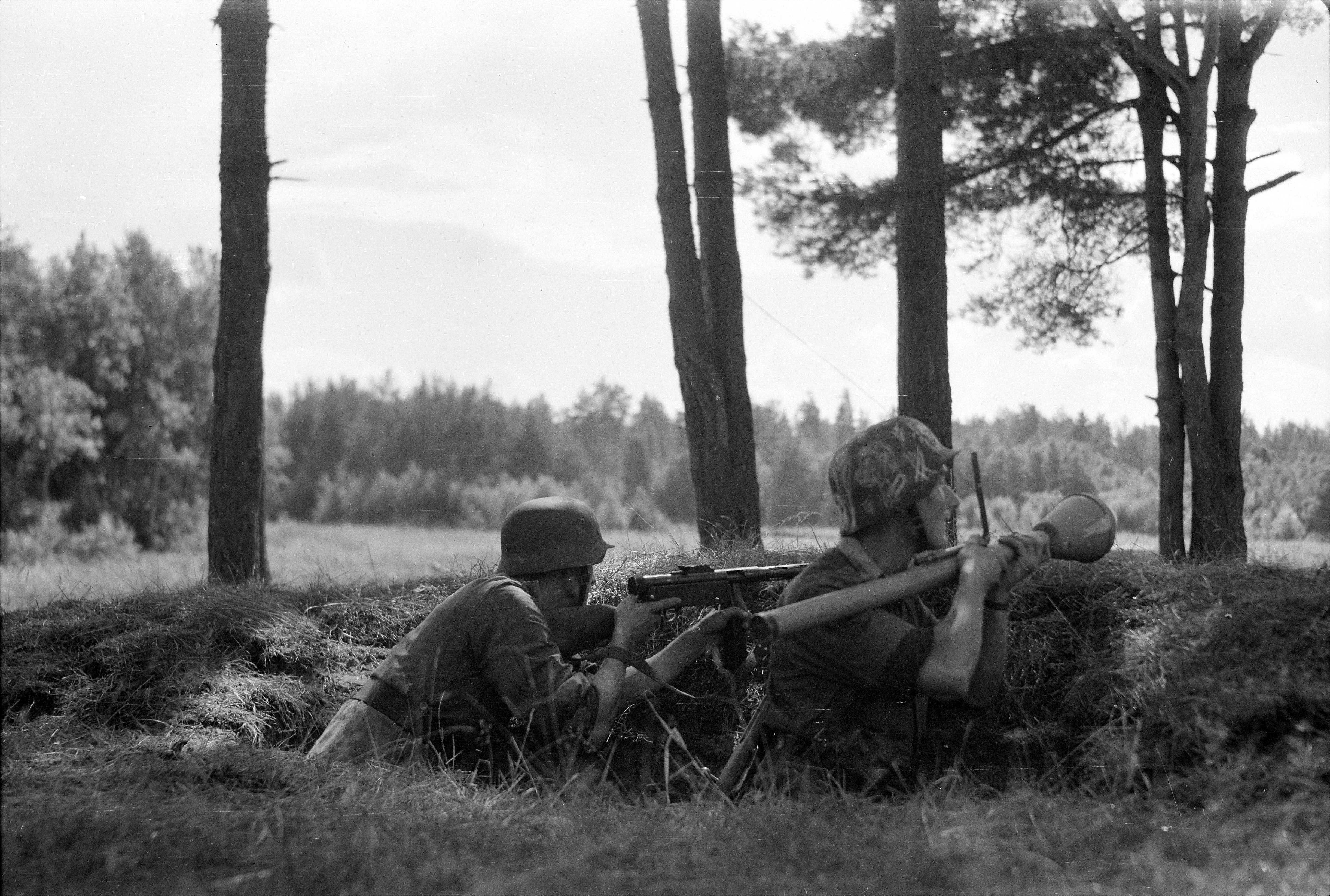
Fińscy żołnierze w okopie. Jeden z nich trzyma broń przeciwpancerną Panzerfaust

## Straty
Źródła fińskie szacują, że armia radziecka straciła około 600 czołgów w bitwie pod Tali-Ihantala, głównie w wyniku ataków powietrznych, artylerii i broni bliskiej. Zestrzelono też od 284 do 320 samolotów sowieckich. Współczesne badania sugerują, że straty samolotów radzieckich były mniejsze. Około 200 od 9 czerwca do 30 czerwca i około 80 od 1 lipca do 19 lipca. Również według sowieckich źródeł, 13 Armia Powietrzna i 71 Pułk Myśliwski Sił Powietrznych Floty Bałtyckiej straciły zaledwie 23 samoloty bombowe od 9 czerwca do 19 lipca w Przesmyku Karelskim. Finowie schwytali jedynie 25 sowieckich lotników w Przesmyku Karelskim przez całe lato 1944 roku. Liczby te nie sugerują tak wysokich strat radzieckich samolotów, jak twierdzą Finowie.

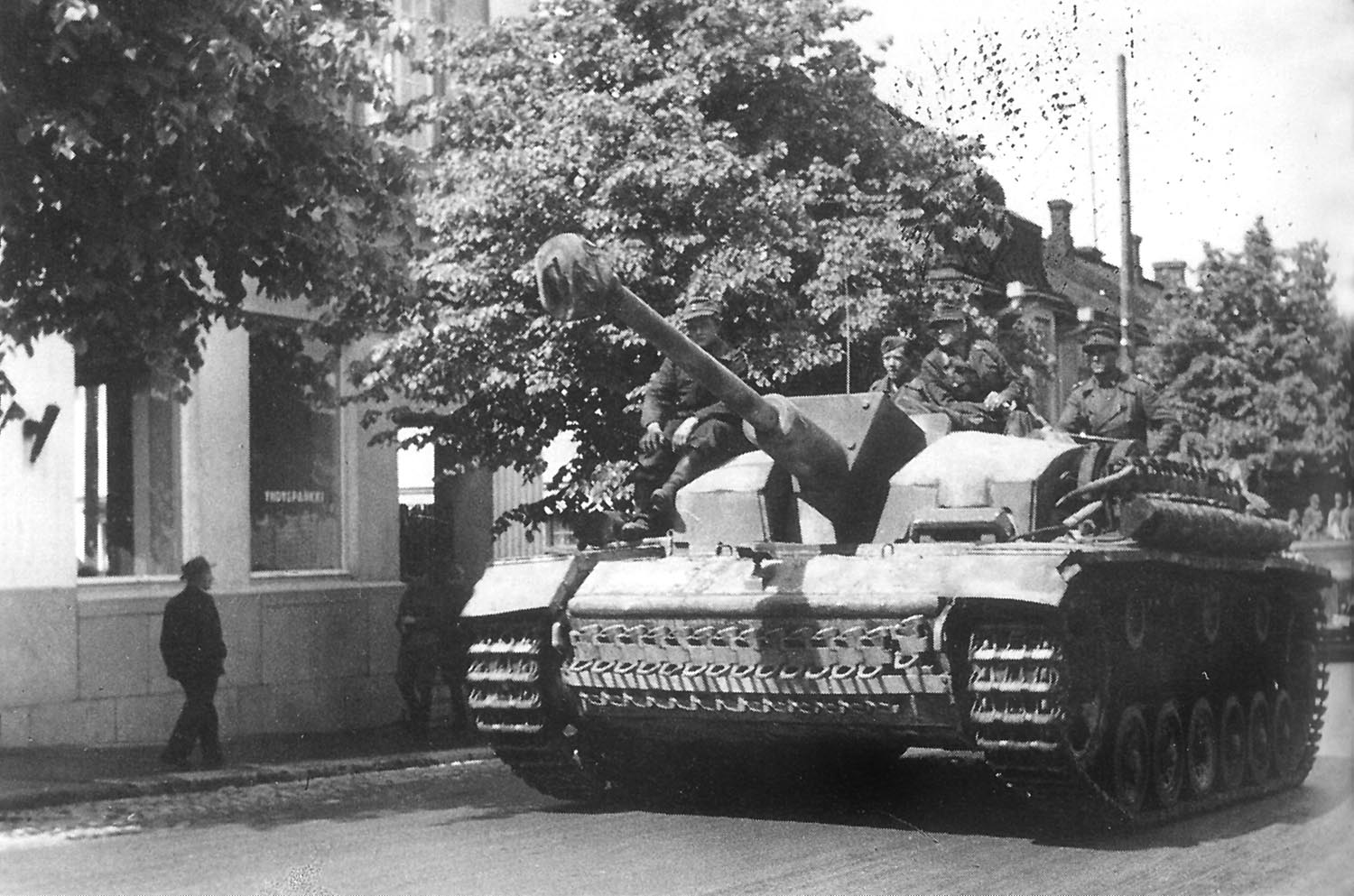
303 Brygada Dział Szturmowych w Lappeenrancie

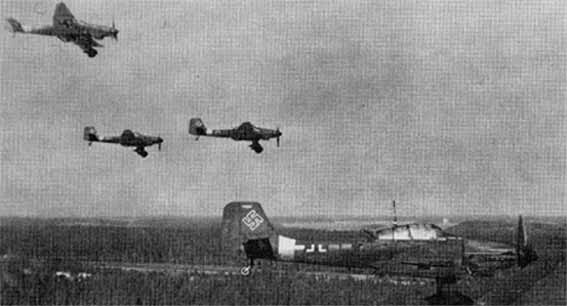
Stukasy Dywizjonu Lotniczego Kuhlmeya powracające z misji w Przesmyku Karelskim pod koniec czerwca 1944 r.

Armia fińska poinformowała, że 8561 żołnierzy zostało rannych, zaginionych i/lub zabitych w akcji. Według fińskiego historyka Ohto Manninena, Sowieci poinformowali o swoich stratach w liczbie około 18000-22000 zabitych lub rannych, na podstawie dziennych i 10-dniowych raportów zbiorczych o stratach radzieckiej 21 Armii. Niepewność co do strat wynika z faktu, że w bitwie nie wzięło udziału 25 procent sił 21 Armii.  Oprócz strat sowieckiej 21 Armii, 6 Korpus Strzelców sowieckiej 23 Armii, który zaatakował na wschód od 21. Armii, bliżej rzeki Vuoksi, poniósł 7905 ofiar, z czego 1458 zginęło w walce i 288 zaginęło, bez uwzględnienia strat formacji wspierających.

## Skutki
Rozejm między Związkiem Radzieckim a Finlandią rozpoczął się o godzinie 7:00 4 września 1944 roku, chociaż przez następne 24 godziny Armia Czerwona nie stosowała się do niego.
Według historyków Jowetta i Snodgrassa, Mcateera, Lunde oraz Alanena i Moisali, bitwa pod Tali-Ihantala, wraz z innymi fińskimi zwycięstwami (w bitwach nad Zatoką Wyborską, Vuosalmi, Nietjärvi i Ilomantsi) skłoniła sowieckie kierownictwo do wniosku, że podbicie Finlandii jest trudne i niewarte kosztów. Bitwa była prawdopodobnie najważniejszą pojedynczą bitwą stoczoną w wojnie kontynuacyjnej, ponieważ w dużej mierze zadecydowała o ostatecznym wyniku wojny, umożliwiając Finlandii zakończenie wojny na stosunkowo korzystnych warunkach i kontynuować swoje istnienie jako autonomiczny, demokratyczny i niezależny kraj. Fińscy badacze twierdzą, że sowieckie źródła, takie jak wywiady jeńców wojennych, dowodzą, że Sowieci zamierzali posuwać się aż do Helsinek. Istniał też rozkaz ze Stawki, by posuwać się daleko poza granicę z 1940 roku.
Według Lunde, jedną z przyczyn porażki sowieckiej było to, że Finowie byli w stanie przechwycić sowieckie wiadomości radiowe oraz ostrzec i nakłonić fińską armię do podjęcia zdecydowanej obrony. Również istnienie fińskiej Linii Obronnej Salpa było ważnym czynnikiem w negocjacjach pokojowych jesienią 1944 roku.

## Powiązane operacje
4 lipca, radziecka 59 Armia zaatakowała wyspy w Zatoce Wyborskiej i po kilkudniowych walkach zmusiła znacznie słabsze siły fińskie do opuszczenia większości wysp, ponosząc ciężkie straty. Jednak sowiecki atak mający na celu przekroczenie Zatoki Wyborskiej zakończył się niepowodzeniem, ponieważ wojska radzieckie zostały odrzucone przez niemiecką 122 Dywizję Piechoty.
Sowiecka 23 Armia podjęła próbę rozpoczęcia przeprawy przez rzekę Vuoksi 4 lipca pod Vuosalmi, ale z powodu fińskiej obrony w Äyräpää nie była w stanie rozpocząć przeprawy przed 9 lipca. Po przejściu na drugą stronę rzeki, siły radzieckie składające się z elementów trzech sowieckich dywizji nie były w stanie poszerzyć przyczółka, walcząc przeciwko broniącej się fińskiej 2 Dywizji, która została później wzmocniona. Nieudane próby sowieckiego przełomu trwały tam do 21 lipca.
Oprócz Tali-Ihantala, fińska linia frontu trzymała się mocno w Kivisilta i Tienhaara na północ od Zatoki Wyborskiej. Toczyły się dalsze ciężkie walki na północno-wschodniej stronie jeziora Ładoga, a w bitwie pod Ilomantsi Finowie zdołali okrążyć dwie dywizje sowieckie, chociaż większości sowieckich żołnierzy udało się uciec.
12 lipca wojska radzieckie otrzymały rozkaz zaprzestania prób natarcia i okopania się. Wkrótce fińscy zwiadowcy zauważyli, że pociągi z pustymi wagonami zbliżają się do Wyborga, by zabrać żołnierzy z frontu fińskiego, gdyż byli potrzebni do natarcia na Berlin.
Rząd fiński odmówił dalszych negocjacji pod koniec czerwca i nie prosił o pokój, dopóki sowiecka ofensywa nie została zatrzymana. Zamiast tego fiński rząd wykorzystał porozumienie Ryti-Ribbentrop do wzmocnienia sił fińskich. Dopiero po zatrzymaniu sowieckiej ofensywy na wszystkich głównych frontach, 28 lipca prezydent Risto Ryti był gotowy do dymisji. Wraz z czołowym socjaldemokratą Väinö Tannerem wystąpił z wnioskiem o przyjęcie przez głównodowodzącego Mannerheima kandydatury na prezydenta, uwalniając tym samym Finlandię od porozumienia Ryti-Ribbentrop, które zostało złożone jedynie jako osobiste zobowiązanie prezydenta Ryti. Finlandia mogła wtedy poprosić Związek Radziecki o pokój.

## W kulturze
W 2007 roku premierę miał fiński film Tali-Ihantala 1944, który nakręcono na podstawie wydarzeń z bitwy.